# 石遺室詩話
《石遺室詩話》為清末民初批評家陳衍（1856—1937）的著作。最初連載於《庸言》和《東方雜誌》，後編輯成書，凡三十二卷，續編六卷。同光體因此風靡一時。同光體的特點是，主要學宋；分閩派、贛派、浙派三大派。閩派陳衍主張詩有開元、元和、元祐“三元”之說，即上元盛唐之開元，中元中唐之元和，下元北宋之元。陳衍喜學宋詩，尤好楊萬里，謂“宋人皆推本唐人詩法，力破餘地”（《石遺室詩話》）。